# Замок Маар'ямяе
Замок Маар'ямяе (ест. Maarjamäe loss, нім. Marienberg).
Прозвана замком літня миза знаходиться на крутому березі біля дороги, що веде з Таллінна до Піріти. Замок в стилі історицизму з восьмигранною кутовою баштою було побудовано на замовлення власника літньої мизи графа Анатолія Володимировича Орлова-Давидова в 1874 р., за проєктом архітектора Роберта Гедіке. Ворота комплексу прикрашено скульптурами орла, а сходи, що навпроти, з самого початку (до будівництва нинішнього пірітенського шосе) вели прямо на берег моря. У замку, відреставрованому в 1983–88 рр., розташований Естонський історичний музей.